# 王子镐
王子镐（1947年6月—），男，河南内乡人，中国化学家，教授、博士生导师，中国共产党党员。曾任北京化工大学校长，第九、十届全国人大代表。主要研究方向为传质与分离、界面科学、生化分离、膜分离、液膜过程等。

## 生平
1975年毕业于大连工学院化工系，1979年考入北京化工学院化工系攻读研究生，获得工学硕士、工学博士学位，后留校任教。1995年10月晋升教授，1997年任博士生导师。
历任北京化工学院化工系副主任、教务处处长，北京化工大学副校长；
1997年至2012年6月任北京化工大学校长。

## 荣誉
- 化工部科技进步三等奖：1980年代初期在国际上率先提出了新的液体混合物表面张力计算方程
- 1991年获得“做出突出贡献的中国博士学位获得者”称号
- 国家教委科技进步三等奖：混合物表面张力、界面张力数据的关联及预测
- 2004年获北京市科学技术二等奖
- 2006年获北京市优秀教育工作者称号

## 社会兼职
- 中国化工高教学会理事长
- 中国高等教育学会常务理事
- 中国高等工程教育研究会常务理事
- 全国高等学校教学研究会常务理事
- 北京高教学会常务理事
- 中国高等教育管理研究会常务理事
- 第十届、十一届北京市政协委员